# Gyūdon

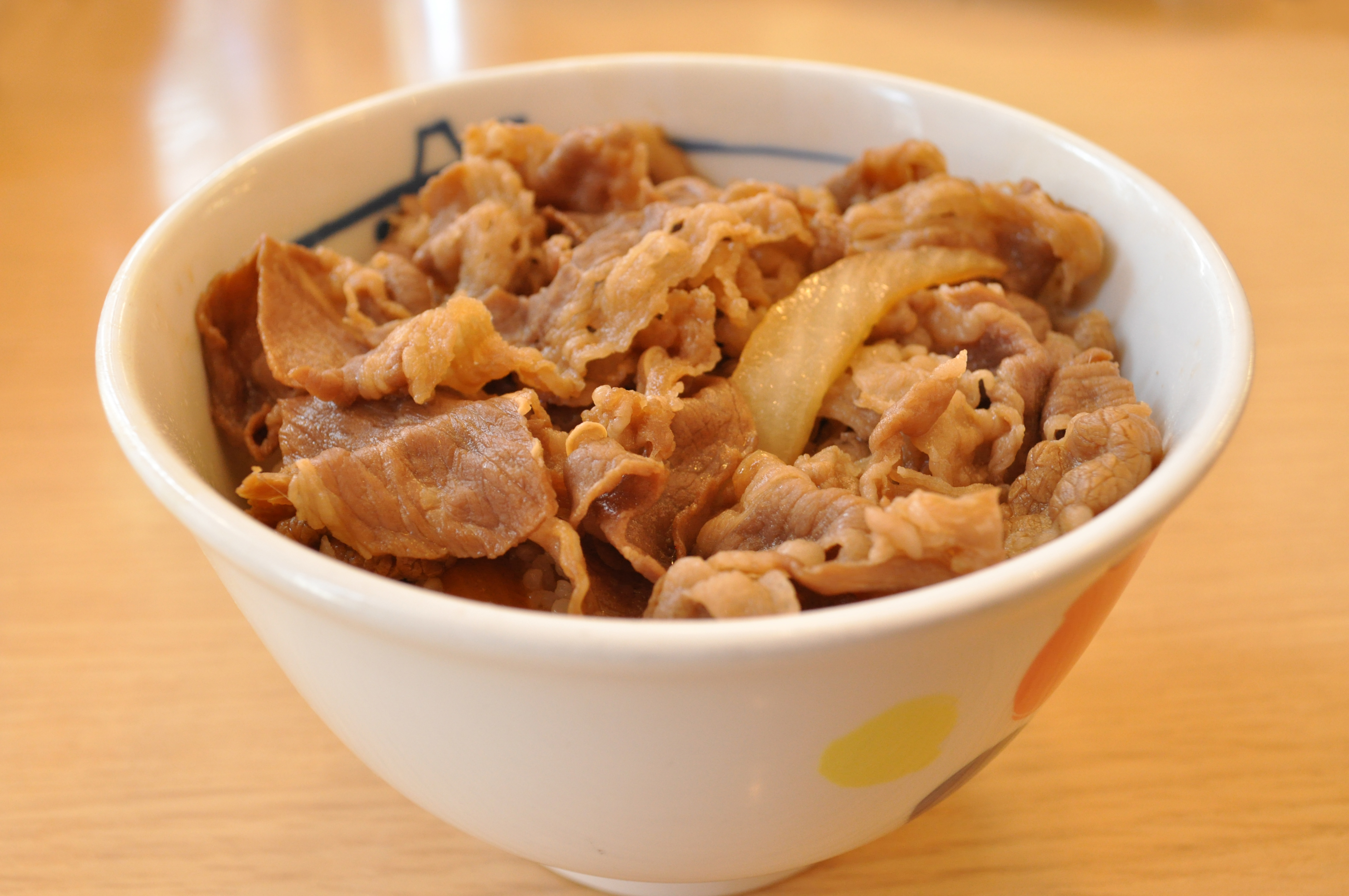
Gyūdon

Il gyūdon (牛丼?) è un piatto tipico della cucina giapponese, è una delle forme più famose di donburi.

## Preparazione
Il piatto è composto da carne di manzo e cipolla, lasciati bollire in una salsa leggermente dolce aromatizzata con dashi, salsa di soia e mirin, poi versato il tutto in una ciotola contenente riso caldo. Inoltre può contenere shirataki e uovo. Si tratta di un alimento molto popolare in Giappone, e viene comunemente servito con Beni shoga, shichimi e zuppa di miso.

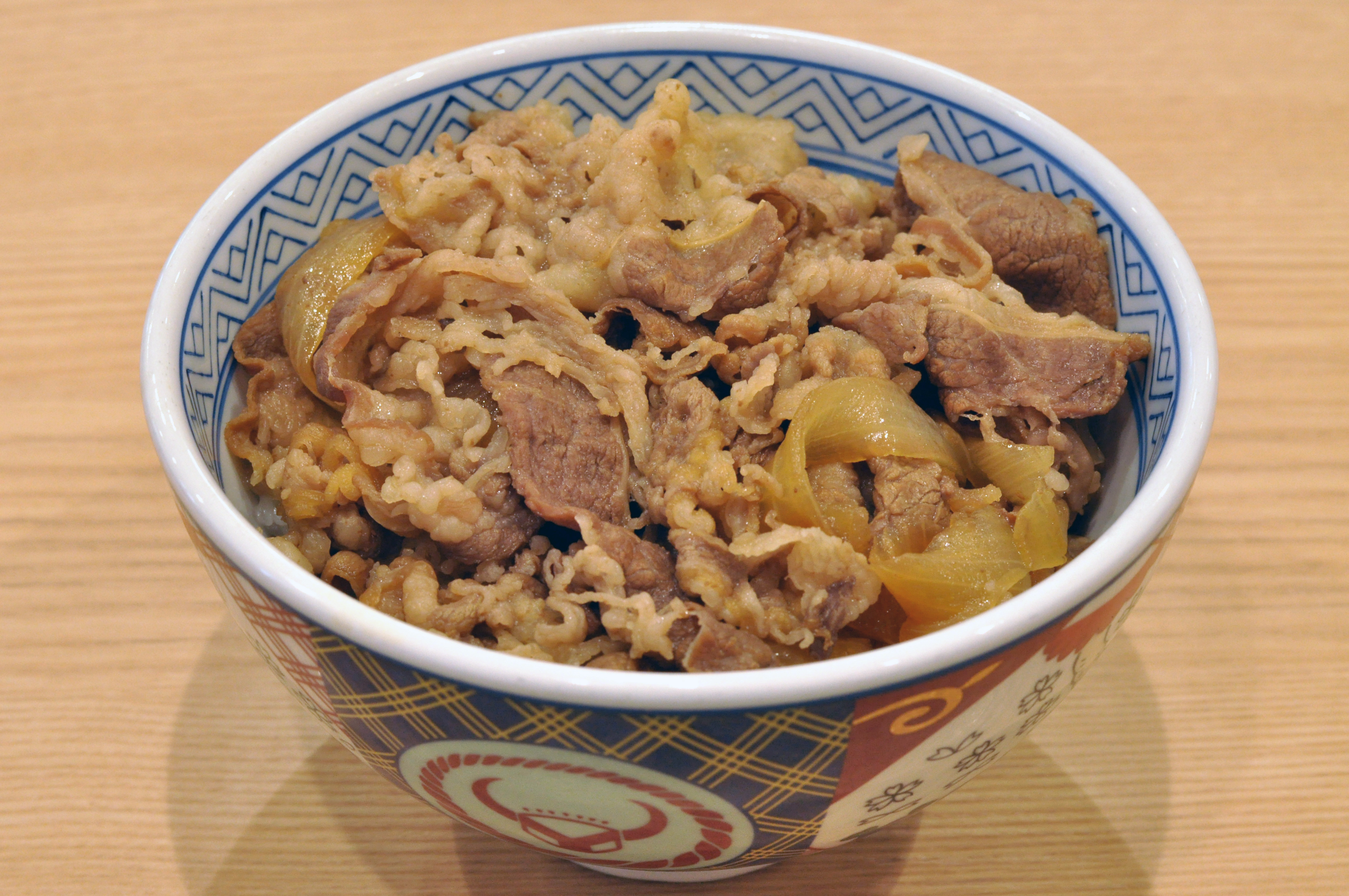
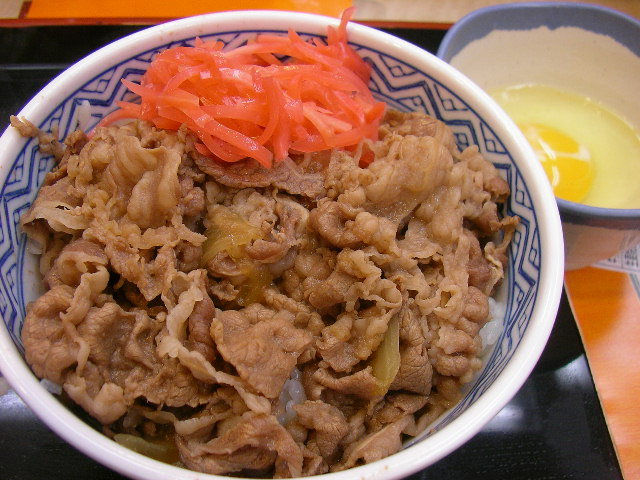

## Storia
Per il problema relativo alla mucca pazza venne imposto il divieto alle importazioni di carne bovina proveniente dagli Stati Uniti d'America, provocando un'interruzione delle vendite del gyūdon in Giappone a partire dall'11 febbraio 2004. In sostituzione veniva preparato un piatto con carne di maiale chiamato butadon (豚 丼). In alternativa si usavano carni bovine provenienti dall'Australia, continuando la vendita del piatto.
Da maggio 2005 vennero ripresi i contatti commerciali con gli Stati Uniti, accordo poi interrotto nuovamente dal gennaio 2006 sino a settembre dello stesso anno.